# Principia Discordia
Principia Discordia ("Los Principios de la Discordia") es el principal Libro Sagrado de la religión del Discordianismo, escrito por Greg Hill (conocido como "Malaclypse the Younger") junto a Kerry Thornley (conocido como "Omar Khayyam Ravenhurst"). La primera edición fue publicada en 1963, haciendo uso de la impresora Xerox de Jim Garrison. La segunda edición, realizada en 1965, fue una tirada de tan solo cinco copias bajo el nombre Principia Discordia or How The West Was Lost.
El nombre, presuntamente referencia de la obra de Isaac Newton de 1687 Principia Mathematica, significaría Principios de la Discordia o Principios Discordantes

## Descripción General
El libro describe la Sociedad Discordiana y su diosa Eris, así como los principios del POEE y sus rituales. El libro contiene textos escritos tanto a máquina como a mano, haciendo uso de la técnica mixta al mezclar diferentes medios y estilos gráficos junto a estampas, sellos y clip art recopilado de diferentes libros.

Sacred Chao

Entre los símbolos destacables se encuentra la manzana de la discordia, símbolo asociado a la diosa Eris cuyo origen se encuentra en un antiguo mito griego. Otro de los símbolos de la religión discordiana es el "Sacred Chao", con origen en el Taijiju del Taoísmo pero en vez de representar el "Ying" y el "Yang" este representa los símbolos conocidos como "Hodge" y "Podge", que son representados por el pentágono y la manzana. 
Dentro de los santos identificados por el discordianismo se encuentran figuras como al Emperador Norton, Yossarian, Don Quijote y Bokonon. El Principia introduce además la misteriosa palabra "fnord", más tarde popularizada por la Trilogía Illuminatus!

## Resumen
El Principia Discordia se adhiere a tres principios: el Principio Anerístico (orden), el Principio Erístico (orden) y la idea de que ambos son tan solo una ilusión. El siguiente extracto resume estos principios:

El Caos Sagrado es la clave para la iluminación. Concebido 
por el Apóstol Hung Mung en la Antigua China, fue 
modificado y popularizado por los taoístas, y algunas veces 
llamado YIN-YANG. El Caos Sagrado no es el Ying-Yang de 
los Taoístas. Es el HODGE-PODGE de los Erisianos. Y, en 
lugar de la mancha Podge en el lado del Hodge, tiene un 
PENTÁGONO el cual simboliza el PRINCIPIO 
ANERÍSTICO, y en lugar de un punto Hodge en el lado del 
Podge, se muestra LA MANZANA DORADA DE LA 
DISCORDIA para simbolizar EL PRINCIPIO ERISTICO.
El Caos Sagrado simboliza absolutamente todo lo que cualquier persona necesita 
saber, acerca de absolutamente nada, y ¡más! También simboliza todo lo que no vale 
la pena saber, representado en el espacio vacío alrededor del Hodge-Podge.
AQUÍ SIGUEN ALGUNAS PSICO-METAFÍSICAS.
Si no está muy interesado en filosofía, es mejor que se salte esta parte.
Con nuestro aparato creador de conceptos llamado “mente,” vemos la realidad, a través 
de las ideas acerca de la realidad que nos provee nuestra cultura. Las ideas acerca de la 
realidad han sido erróneamente etiquetadas como “realidad”, y las personas no iluminadas quedan por siempre perplejas, por el hecho de que otras personas, 
especialmente pertenecientes a otras culturas, ven la “realidad” de una manera 
diferente. Son sólo las ideas acerca de la realidad las que cambian. La Realidad (V
mayúscula Verdadera) Verdadera es un nivel más profundo, que el nivel del concepto.
Vemos el mundo a través de ventanas sobres las cuales se han dibujado cuadrículas 
(conceptos). Diferentes filosofías usan diferentes cuadrículas. Una cultura es un grupo 
de personas con cuadrículas similares. A través de una ventana vemos el caos, y lo 
relacionamos con los puntos en nuestra cuadrícula, y de ese modo lo entendemos. El 
ORDEN está en la CUADRÍCULA. Ese es el Principio Anerístico.
La Filosofía Occidental tradicionalmente se preocupa por comparar una cuadrícula con 
otra, e intenta enmendar las cuadrículas con la esperanza de encontrar una cuadrícula 
perfecta, que dé cuenta de toda la realidad y, por consiguiente (dicen los no-iluminados 
occidentales), que sea Verdadera. Esto es una ilusión; es lo que nosotros los Erisianos 
llamamos la ILUSIÓN ANERÍSTICA. Algunas cuadrículas pueden ser más útiles que 
otras, algunas más bellas que otras, algunas más placenteras que otras, etc., pero 
ninguna puede ser más verdadera que la otra.
El DESORDEN es sencillamente información sin relacionar, vista a través de una 
cuadrícula en particular. Pero, tal como “relacionar”, “sin-relacionar” es un concepto. 
Masculino, tanto como femenino, es una idea acerca del sexo o género. Decir que lo 
masculino está “ausente de lo femenino”, o viceversa, es cuestión de definición y 
arbitrariedad metafísica. El concepto artificial de sin-relacionar es la ILUSIÓN 
ERÍSTICA.
El punto es que verdad (con v-minúscula) es un asunto de definición relativa a la 
cuadrícula que uno utiliza, en el momento presente, y la Verdad (con V- mayúscula), que 
es la realidad metafísica, es completamente irrelevante para las cuadrículas. Escoja una 
cuadrícula, y a través de ella, un caos aparece, ordenado y desordenado. Escoja otra 
cuadrícula, y el mismo caos aparece, ordenado y desordenado, de maneras diferentes.
La Realidad es el Rorschach original.

-Malacalypse the Younger, Principia Discordia

## Polémicas
Los escritos están llenos de contradicciones, ilustraciones y textos sacados de otros recursos, mezclados con un inusual sentido del humor, como en la página 00075: 

If you think the PRINCIPIA is just a ha-ha, then go read it again.
Si piensas que el PRINCIPIA es solo un ja-ja, entonces léelo de nuevo.

El libro de ciencia ficción "Trilogía Illuminatus!", escrito por Robert Shea y Robert Anton Wilson, contiene un gran número de citas y comparte varios temas con Principia Discordia, a pesar de que sus autores no estaban implicados en éste.